# Esteban Pipino
Esteban Pipino (Tigre, Buenos Aires, Argentina, 19 de abril de 1990) es un futbolista argentino. Su equipo actual es Real Pilar, club que milita en la Primera B Metropolitana.

## Clubes
| Club              | País      | Año        | PJ  | Goles |
| ----------------- | --------- | ---------- | --- | ----- |
| Fénix             | Argentina | 2011-2013  | 32  | 3     |
| Pilar Obrero      | Argentina | 2015       | 19  | 2     |
| Acassuso          | Argentina | 2016-2019  | 116 | 23    |
| Deportes Copiapó  | Chile     | 2019       | 4   | 0     |
| Deportivo Riestra | Argentina | 2019-20    | 10  | 1     |
| Deportes Copiapó  | Chile     | 2020       | 14  | 0     |
| Acassuso          | Argentina | 2021-2024. | 77  | 8     |
| Real Pilar        | Argentina | 2024-ACT   | 0   | 0     |